# Pumpkinvine Creek
Il Pumpkinvine Creek è fiume dello Stato della Georgia.

## Descrizione
Il fiume, un affluente del Etowah River, nasce nelle vicinanze di Dallas a una distanza di circa nove miglia a ovest del centro abitato.

## Idronimo
Si suppone che il termine Pumpkinvine sia la traduzione in inglese di una parola in cherokee.